# Hermann Harbauer
Hermann Harbauer (* 2. Juni 1899 in Oberkotzau; † zum 24. April 1945 für tot erklärt) war ein deutscher NSDAP-Funktionär.

## Leben und Wirken
Nach der Volksschule und einer Bürgerschule besuchte Harbauer ab 1914 eine Militärvorbereitungsschule. Von Anfang 1917 bis Ende 1918 nahm er am Ersten Weltkrieg teil. Nach 1918 gehörte Harbauer einem Freikorps und der Reichswehr an, aus der er im Juni 1920 ausschied. Ab 1920 besuchte Harbauer eine Handelsschule, um anschließend ein Volontariat in der Porzellanindustrie abzuleisten. Von 1921 bis Ende 1927 arbeitete er als erster Finanzbuchhalter, dann, vom 1. Januar 1928 bis zum 31. August 1932, als Expeditionsleiter in einer Porzellanfabrik.
Harbauer trat 1922 in die NSDAP ein und wurde im gleichen Jahr Mitglied der Sturmabteilung (SA), in der er Sturmführer im Kreis Rehau-Selb war. Nach Harbauers eigenen Angaben im Reichstagshandbuch nahm er am 9. November 1923 als SA-Sturmführer am Hitler-Putsch teil. Während des NSDAP-Verbots war er Mitglied der Großdeutschen Volksgemeinschaft. Nach der Wiederzulassung der NSDAP trat Harbauer der Partei zum 1. April 1925 erneut bei (Mitgliedsnummer 2.652). In den folgenden Jahren amtierte er abwechselnd als Ortsgruppenleiter und Sturmführer.
Nach der Machtübertragung an die Nationalsozialisten übernahm Harbauer im März 1933 das Amt des Geschäftsführers der NSDAP-Gauleitung in Sachsen. Im April 1935 wurde er nach Konflikten mit Gauleiter Martin Mutschmann als Gaugeschäftsführer entlassen. In der SA wurde er zu dieser Zeit zum Obersturmbannführer ernannt.
Im September 1934 zog Harbauer als Nachrücker für den beim sogenannten Röhm-Putsch erschossenen Reichstagsabgeordneten Hans Peter von Heydebreck in den nationalsozialistischen Reichstag ein, in dem er bis zum März 1936 den Wahlkreis 6 (Pommern) vertrat. Am 29. März 1936 kandidierte er erneut, erhielt aber kein Mandat.
In den Berliner Adressbüchern der Jahre bis 1943 ist Harbauer mit der Berufsbezeichnung „Direktor“ und Wohnsitz Xanthener Straße 18 in Berlin-Wilmersdorf nachweisbar.
1947 wurde Harbauer von einem Berliner Gericht mit Wirkung zum 24. April 1945 für tot erklärt.